# Балтійська Антанта
Балтійська Антанта — пакт про співробітництво, який був підписаний між Литвою, Латвією та Естонією 12 вересня 1934 року в Женеві. Основна мета угоди — спільні дії в зовнішній політиці. Також до угоди було додано зобов'язання підтримувати один одного в політичному світі. Зрештою пакт виявився недієздатним — комбінована сила трьох націй були несуттєвими на тлі величезних військ нацистської Німеччини та Радянського Союзу. За домовленостями, викладеними в пакті Молотова — Ріббентропа країни Балтійської Антанти була призведена роль «радянської сфери впливу». Як наслідок, у 1940 році всі три країни були окуповані та анексовані СРСР.

## Історія
Ініціативу зі створення Балтійської Антанти союзу проявила Литва, яка розраховувала посиленням співпраці балтійських держав зміцнити свої міжнародні позиції, в першу чергу в позитивному для неї дозволі так званого Віленського конфлікту (тобто в поверненні до складу Литви місто Вільно та Віленську область, яку захопила Польща в 1920 році). В СРСР у той час підтримали це зближення. Проте згодом, у 1940 році використали угоди між балтійськими країнами як привід для ультиматумів (нібито він був спрямований проти СРСР).
Балтійська Антанта була анульована відповідними указами окупаційних урядів Латвії, Естонії та Литви у червні 1940 року, після входження цих країн у сферу впливу СРСР за підсумками радянсько-німецьких угод 1939 року.